# Khaled Lemmouchia
Khaled Lemmouchia (en arabe : خالد لموشية), né le 6 décembre 1981 à Givors (France), est un footballeur international algérien évoluant au poste de milieu de terrain. Il joue au poste de milieu défensif. En juin 2017, il évolue au FC Lyon.
Il compte 28 sélections en équipe nationale entre 2008 et 2013.

## Biographie

### En club
Formé à l'Olympique lyonnais, il commence sa carrière à l'AS Lyon-Duchère en CFA. Sur conseils, il décide de partir jouer dans le championnat algérien et signe à l'Entente de Sétif.

#### USM Alger
En juillet 2011, il signe un contrat d'un an en faveur de l'USM Alger. Il hérite du numéro 8 et il y est nommé capitaine très vite.
Il inscrit le premier but de sa carrière, le 21 janvier 2012 face au CA Batna qui offre la victoire à son équipe 1-0 lors de la 16e journée du championnat d'Algérie. En juin 2012, il quitte l'USMA après l'échec des négociations pour prolonger son contrat.

#### Club africain
Le 22 août 2012, Lemmouchia signe un contrat d'un an renouvelable au Club africain, pensionnaire de Ligue 1 tunisienne. 

### Palmarès
- Championnat d'Algérie (2)
  - Champion : 2007, 2009 avec l'ES Sétif

- Coupe d'Algérie (1)
  - Vainqueur :2010

- Supercoupe d'Algérie
  - Finaliste : 2007

- Coupe de la CAF
  - Finaliste : 2009

- Ligue des Champions arabes (2)
  - Vainqueur : 2007, 2008

- Coupe nord-africaine des clubs champions (1)
  - Vainqueur : 2009

- Coupe nord-africaine des vainqueurs de coupe (1)
  - Vainqueur : 2010

- Supercoupe de l'UNAF
  - Vainqueur : 2010

#### Sélection nationale d'Algérie
Le tableau suivant liste les rencontres de l'équipe d'Algérie dans lesquelles Khaled a participé. Il a été sélectionné pour la première fois le 31 mai 2008 face au Sénégal et a connu sa dernière cape le 30 janvier 2013 contre la Côte d'Ivoire. Convoqué pour la Coupe d'Afrique des nations 2010, il quitte la sélection au milieu de la compétition pour « raisons familiales ». Selon une source, Khaled Lemmouchia n'aurait pas apprécié d'être remplaçant lors des deux premiers matchs de groupe de l'Algérie.